# Circonscription de Château-Thierry (1889-1919)
Pour les articles homonymes, voir Circonscription de Château-Thierry.
La circonscription de Château-Thierry est une ancienne circonscription législative de l'Aisne sous la Troisième République de 1889 à 1919.

## Description géographique et démographique
La circonscription de Château-Thierry regroupe l'ensemble de l'arrondissement de Château-Thierry. Elle était l'une des 8 circonscriptions législatives du département de l'Aisne. Elle reprend les contours de l'ancienne circonscription de Château-Thierry de 1875 à 1885. 
Elle regroupait les divisions administratives suivantes : le canton de Charly, le canton de Château-Thierry, le canton de Condé-en-Brie, le canton de Fère-en-Tardenois et le canton de Neuilly-Saint-Front. 
La loi du 12 juillet 1919 supprime les circonscriptions du département avec l'instauration du scrutin de liste avec représentation proportionnelle.
La circonscription est recrée dans les mêmes limites en 1927 par la loi du 21 juillet 1927.

## Historique des députations
| Législature       | Début            | Fin             | Député                 | Parti / Idéologie | Parti / Idéologie | Observation |
| ----------------- | ---------------- | --------------- | ---------------------- | ----------------- | ----------------- | --- |
| Ve législature    | 12 novembre 1889 | 14 octobre 1893 | Félix-François Deville |                   | Républicain       | Maire de Château-Thierry (1882-1896) et conseiller général de Château-Thierry (1886-1896)                                     |
| VIe législature   | 23 février 1896  | 7 janvier 1896  | Félix-François Deville |                   | Républicain       | Maire de Château-Thierry (1882-1896) et conseiller général de Château-Thierry (1886-1896) Décédé en cours de mandat           |
| VIe législature   | 23 février 1896  | 31 mai 1898     | Louis-Émile Morlot     |                   | Radical           | Maire de Charly (1888-1907) et conseiller général de Charly (1886-1907)) Élu lors d'une élection partielle le 23 février 1896 |
| VIIe législature  | 1er juin 1898    | 31 mai 1902     | Louis-Émile Morlot     |                   | Radical           | Maire de Charly (1888-1907) et conseiller général de Charly (1886-1907))                                                      |
| VIIIe législature | 1er juin 1902    | 31 mai 1906     | Louis-Émile Morlot     |                   | Radical           | Maire de Charly (1888-1907) et conseiller général de Charly (1886-1907))                                                      |
| IXe législature   | 1er juin 1906    | 21 janvier 1907 | Louis-Émile Morlot     |                   | Radical           | Maire de Charly (1888-1907) et conseiller général de Charly (1886-1907)) Décédé en cours du mandat                            |
| IXe législature   | 24 mars 1907     | 31 mai 1910     | Amédée Couesnon        |                   | Parti Radical     | Industriel Élu lors d'une élection partielle le 24 mars 1907                                                                  |
| Xe législature    | 1er juin 1910    | 31 mai 1914     | Amédée Couesnon        |                   | Parti radical     | Conseiller général de Château-Thierry (1910-1931)                                                                             |
| XIe législature   | 1er juin 1914    | 7 décembre 1919 | Amédée Couesnon        |                   | Parti radical     | Conseiller général de Château-Thierry (1910-1931)                                                                             |

## Historique des résultats

### Élections de 1889
Les élections législatives françaises de 1889 ont eu lieu le 22 septembre et le 6 octobre 1889.
Désiré-Jules Lesguillier, député sortant, décède entre les deux tours, le 29 septembre 1889, et Félix-François Deville le remplace comme candidat républicain au second tour.
| Candidat         | Candidat                                              | Parti          | Premier tour | Premier tour | Second tour | Second tour |
| Candidat         | Candidat                                              | Parti          | Voix         | %            | Voix        | %           |
| ---------------- | ----------------------------------------------------- | -------------- | ------------ | ------------ | ----------- | ----------- |
|                  | Désiré-Jules Lesguillier* puis Félix-François Deville | Républicain    | 6 059        | 46,38        | 7 778       | 56,93       |
|                  | M. Maudat de Grancey                                  | Monarchiste    | 5 339        | 40,87        | 5 885       | 43,07       |
|                  | M. Bas                                                | Révisionniste  | 1 665        | 12,75        |             |             |
|                  |                                                       |                |              |              |             |             |
| Inscrits         | Inscrits                                              | Inscrits       | 17 281       | 100,00       | 17 281      | 100,00      |
| Abstentions      | Abstentions                                           | Abstentions    | 3 932        | 22,75        | 3 461       | 20,03       |
| Votants          | Votants                                               | Votants        | 13 349       | 77,25        | 13 820      | 79,97       |
| Blancs et nuls   | Blancs et nuls                                        | Blancs et nuls | 286          | 2,14         | 157         | 1,14        |
| Exprimés         | Exprimés                                              | Exprimés       | 13 063       | 97,86        | 13 663      | 98,86       |
| * député sortant |                                                       |                |              |              |             |             |

### Élections de 1893
Les élections législatives françaises de 1893 ont eu lieu le 20 août et le 3 septembre 1893.
|                  | Félix-François Deville* | Républicain    | 7 943  | 59,57  |  |  |
|                  | M. Paillet              | Rallié         | 5 392  | 40,43  |  |  |
|                  |                         |                |        |        |  |  |
| Inscrits         | Inscrits                | Inscrits       | 16 849 | 100,00 |  |  |
| Abstentions      | Abstentions             | Abstentions    | 3 247  | 19,51  |  |  |
| Votants          | Votants                 | Votants        | 13 562 | 80,49  |  |  |
| Blancs et nuls   | Blancs et nuls          | Blancs et nuls | 227    | 1,67   |  |  |
| Exprimés         | Exprimés                | Exprimés       | 13 335 | 98,33  |  |  |
| * député sortant |                         |                |        |        |  |  |

### Élections de 1898
Les élections législatives françaises de 1898 ont eu lieu les 8 et 29 mai 1898.
|                  | Louis-Émile Morlot* | Radical        | 8 357  | 61,93  |  |  |
|                  | Jules Henriet       | Républicain    | 5 106  | 37,84  |  |  |
|                  | M. Fiotte           | Socialiste     | 31     | 0,23   |  |  |
|                  |                     |                |        |        |  |  |
| Inscrits         | Inscrits            | Inscrits       | 16 558 | 100,00 |  |  |
| Abstentions      | Abstentions         | Abstentions    | 2 857  | 17,25  |  |  |
| Votants          | Votants             | Votants        | 13 701 | 82,75  |  |  |
| Blancs et nuls   | Blancs et nuls      | Blancs et nuls | 207    | 1,51   |  |  |
| Exprimés         | Exprimés            | Exprimés       | 13 494 | 98,49  |  |  |
| * député sortant |                     |                |        |        |  |  |

### Élections de 1902
Les élections législatives françaises de 1902 ont eu lieu le 27 avril et le 11 mai 1902.
|                  | Louis-Émile Morlot* | PRRRS          | 7 400  | 53,54  |  |  |
|                  | M. Uhrich           | ALP            | 5 626  | 40,71  |  |  |
|                  | Docteur Loddé       | PSF            | 795    | 5,75   |  |  |
|                  |                     |                |        |        |  |  |
| Inscrits         | Inscrits            | Inscrits       | 16 883 | 100,00 |  |  |
| Abstentions      | Abstentions         | Abstentions    | 2 897  | 17,21  |  |  |
| Votants          | Votants             | Votants        | 13 936 | 82,79  |  |  |
| Blancs et nuls   | Blancs et nuls      | Blancs et nuls | 115    | 0,83   |  |  |
| Exprimés         | Exprimés            | Exprimés       | 13 821 | 99,17  |  |  |
| * député sortant |                     |                |        |        |  |  |

### Élections de 1906
Les élections législatives françaises de 1906 ont eu lieu les 6 et 20 mai 1906.
|                  | Louis-Émile Morlot* | PRRRS          | 9 297  | 65,95  |  |  |
|                  | Jean Paillet        | Cons.          | 4 799  | 34,05  |  |  |
|                  |                     |                |        |        |  |  |
| Inscrits         | Inscrits            | Inscrits       | 16 787 | 100,00 |  |  |
| Abstentions      | Abstentions         | Abstentions    | 2 574  | 15,33  |  |  |
| Votants          | Votants             | Votants        | 14 213 | 84,67  |  |  |
| Blancs et nuls   | Blancs et nuls      | Blancs et nuls | 117    | 0,82   |  |  |
| Exprimés         | Exprimés            | Exprimés       | 14 096 | 99,18  |  |  |
| * député sortant |                     |                |        |        |  |  |

### Élections de 1910
Les élections législatives françaises de 1910 ont eu lieu le 24 avril et le 8 mai 1910.
|                  | Amédée Couesnon* | PRRRS          | 7 032  | 52,40  |  |  |
|                  | M. Hugot         | Rad. indep.    | 3 980  | 29,66  |  |  |
|                  | M. Salé          | Rad. indep.    | 2 409  | 17,95  |  |  |
|                  |                  |                |        |        |  |  |
| Inscrits         | Inscrits         | Inscrits       | 16 845 | 100,00 |  |  |
| Abstentions      | Abstentions      | Abstentions    | 3 259  | 19,35  |  |  |
| Votants          | Votants          | Votants        | 13 586 | 80,65  |  |  |
| Blancs et nuls   | Blancs et nuls   | Blancs et nuls | 165    | 1,21   |  |  |
| Exprimés         | Exprimés         | Exprimés       | 13 421 | 98,79  |  |  |
| * député sortant |                  |                |        |        |  |  |

### Élections de 1914
Les élections législatives françaises de 1914 ont eu lieu le 26 avril et le 10 mai 1914.
|                  | Amédée Couesnon* | PRRRS          | 7 370  | 57,47  |  |  |
|                  | M. Avigdor       | PRD            | 4 262  | 33,24  |  |  |
|                  | M. Perrin        | SFIO           | 1 186  | 9,25   |  |  |
|                  |                  | Divers         | 5      | 0.04   |  |  |
|                  |                  |                |        |        |  |  |
| Inscrits         | Inscrits         | Inscrits       | 16 455 | 100,00 |  |  |
| Abstentions      | Abstentions      | Abstentions    | 3 406  | 20,70  |  |  |
| Votants          | Votants          | Votants        | 13 049 | 79,30  |  |  |
| Blancs et nuls   | Blancs et nuls   | Blancs et nuls | 226    | 1,73   |  |  |
| Exprimés         | Exprimés         | Exprimés       | 12 823 | 98,27  |  |  |
| * député sortant |                  |                |        |        |  |  |